# Um Haaresbreite (1912)
Um Haaresbreite ist ein kurzes, deutsches Stummfilm-Melodram aus dem Jahre 1912 von Curt A. Stark mit seiner Ehefrau Henny Porten in der Hauptrolle. Ihr Partner ist Ernst Pittschau.

## Handlung
Die Ehlerts sind eigentlich ein glückliches Ehepaar. Frau Ehlert hat in die Ehe mit dem angesehenen Kunsthändler ein Kind namens Fritz mitgebracht, was für Herrn Ehlert ein Problem bedeutet, da es nicht das seine ist. Als ein weitaus größeres Problem aber soll sich Ehlerts bester Freund, der Assessor Wieland, erweisen, denn der ist in Wahrheit ein ziemlich schlechter Freund, stellt er doch mit seinen Gefühlsanwandlungen Frau Ehlert nach. Er besitzt sogar die Dreistigkeit, Frau Ehlert ein Zettelchen zuzustecken, auf dem er ihr seine Liebe zu ihr eingesteht. Frau Ehlert ist jedoch eine hochmoralische Frau und macht ihrem Ehemann sofort Mitteilung über die unerwünschte Annäherung. Ehlert wirft daraufhin augenblicklich Wieland aus dem Haus und seinem Freundeskreis. Aus Freundschaft zwischen den beiden Männern erwächst tiefgehende Feindschaft.
Wieland provoziert daraufhin im Club, in dem beide verkehren, einen Streit, woraufhin Ehlert seinen Widersacher ohrfeigt, der ihn infolgedessen zum Duell herausfordert. Ehlert lehnt diese archaische Problemlösung empört ab. Eines Tages kommt es zur Tragödie: Ehlert und Wieland besitzen zwei nebeneinander liegende Jagdreviere und sind eines Tages zeitgleich auf der Jagd, als sich ein Wilderer in Wielands Revier einschleicht. Wieland stellt diesem nach, woraufhin der Wilderer flieht. Als der Wilderer über eine Baumwurzel strauchelt, löst sich aus dessen Gewehr ein Schuss, der Wieland schwerst verwundet. Sofort fällt der Verdacht auf Ehlert, seinen Widersacher ermordet zu haben. Der flieht überflüssigerweise und passiert dabei einen weiteren Jägersmann, der ihn für den flüchtigen Täter hält. Der im Sterben liegende Wieland kann nicht mehr sprechen und schreibt daher mit seinen letzten Worten in des anderen Jägers Notizbuch nieder, dass Ehlert hinterrücks auf ihn geschossen habe.
Im letzten Moment besinnt sich Wieland jedoch eines besseren, er will nicht mit einer Lüge auf den Lippen sterben. Und so greift er nach einem weiteren Blatt Papier und schreibt den wahren Sachverhalt nieder. Doch als er stirbt, weht eine Böe das Blatt Papier hinfort, das in einem nahe gelegenen Strauch hängen bleibt. Kurz darauf kehrt der andere Jägersmann zurück, an seiner Seite einen Arzt und einen Polizeigendarm mitsamt Spürhund. Der stellt Ehlert sofort nach, der in Panik flieht. Als er einen See erreicht, geht Ehlert baden und schwimmt ans andere Ufer, um den Spürhund abzuhängen. Schließlich gerät er dennoch in Polizeigewahrsam, und ein Strafverfahren wegen Mordes wird gegen den braven Ehemann eröffnet. Alles spricht gegen Ehlert, der seine Unschuld beteuert. Außerdem spricht Wielands schriftliche Aufzeichnung in des Jägers Notizblock, mit der er Ehlert schwer belastet, eine eindeutige Sprache. Ehlert wird zum Tode verurteilt, seine Gattin bekommt im Gerichtssaal einen Schreianfall und stürzt sich auf ihren Mann, ihn umarmend. Erst die Gerichtsdiener können sie von ihm losreißen.
Doch die Gerechtigkeit obsiegt. Das von Ehlert ungeliebte Kind seiner Frau wird sein Lebensretter. Der kleine Sohn sieht eines Tages in Mutter Natur einen Schmetterling und versucht, ihn zu fangen. Mit einem Schmetterlingsnetz läuft Fritz dem Falter nach, bis in den Wald hinein. Der Zweiflügler ist plötzlich entschwunden, und Fritz kommt auf die Idee, für die Mutter, die zuletzt immer so traurig gewesen ist, ein paar Blumen zu pflücken. Plötzlich glaubt Fritz erneut einen Schmetterling auszumachen, der diesmal in einem Strauch sitzt. Fritzchen fängt das etwas ein, doch es ist nur ein Stück Papier – ausgerechnet das Zettelchen, auf dem der sterbende Wieland seine letzten Worte niederschrieb. Fritzchen kann mit dem Papier nichts anfangen, außer damit die gepflückten Blumen für seine Mutter einzuwickeln. So kehrt er nach Hause zurück. Frau Ehlert freut sich über die Blumen und wirft zunächst den als Blumenpapier umfunktionierten Zettel Wielands achtlos zur Seite. Dann aber fällt ein zweiter Blick auf das Stück Papier, und nun ist Frau Ehlert wie vom Donner gerührt. Das Beweisstück wird vor Gericht anerkannt, und ein Sachverständiger stellt fest, dass die Handschrift auf dem Zettel mit der Wielands identisch ist. Ein Wiederaufnahmeverfahren führt zu Herr Ehlerts Freispruch, der dadurch um Haaresbreite dem Henker entkommen ist.

## Produktionsnotizen
Um Haaresbreite besaß eine Länge von 663 Metern, verteilt auf zwei Akte. Der Film passierte die Zensur am 28. August 1912. Die Berliner Premiere fiel auf den 26. Oktober 1912, die Wiener war bereits einen Tag zuvor.
Der Film wurde mit den Prädikaten „Glänzende Darstellung!“ und „Spannendes Sujet!“ beworben.

## Kritiken
In den Innsbrucker Nachrichten hieß es: „Reich an fesselnden Momenten und ergreifend in der Handlung.“
Für das Grazer Volksblatt war Um Haaresbreite „einer der besten Henny-Porten-Films, die bis jetzt erschienen sind“.